# Kurmándží
Kurmándží (kurdsky kurmancî nebo kirmancî) je nejrozšířenějším kurdským dialektem, který používají Kurdové převážně ve východních regionech Turecka a na severu Sýrie. Kurmándží je gramaticky a slovní zásobou velmi podobné dialektu sorání. Rozdíl je hlavně v písmu. Zatímco Sorání, kterým se mluví hlavně v Iráku, používá arabské písmo, kurmándží (pod vlivem tureckého prostředí) používá upravenou verzi latinky.

## Abeceda
Kurmándží používá 31 písmen, 8 samohlásek (a e ê i î o u û) a 23 souhlásek (b c ç d f g h j k l m n p q r s ş t v w x y z).
Malá písmena: a b c ç d e ê f g h i î j k l m n o p q r s ş t u û v w x y z
Velká písmena: A B C Ç D E Ê F G H I Î J K L M N O P Q R S Ş T U Û V W X Y Z

## Příklady

### Číslovky
| Kurmándží | Česky |
| yek       | jeden |
| du        | dva   |
| se        | tři   |
| çar       | čtyři |
| pênc      | pět   |
| şeş       | šest  |
| heft      | sedm  |
| heşt      | osm   |
| neh       | devět |
| deh       | deset |